# Mindaugas
Mindaugas (nom lituanien ; en allemand Myndowen ; en latin Mindowe ; en vieux russe Мендог, Mendog ; en biélorusse Міндоўг, Mindowg ; en polonais Mendog ; en russe Миндовг, Mindovg), né vers 1203 et mort en 1263, fut grand-duc de Lituanie vers 1236 jusqu'en 1253 puis roi de Lituanie de 1253 à sa mort,.

## Biographie

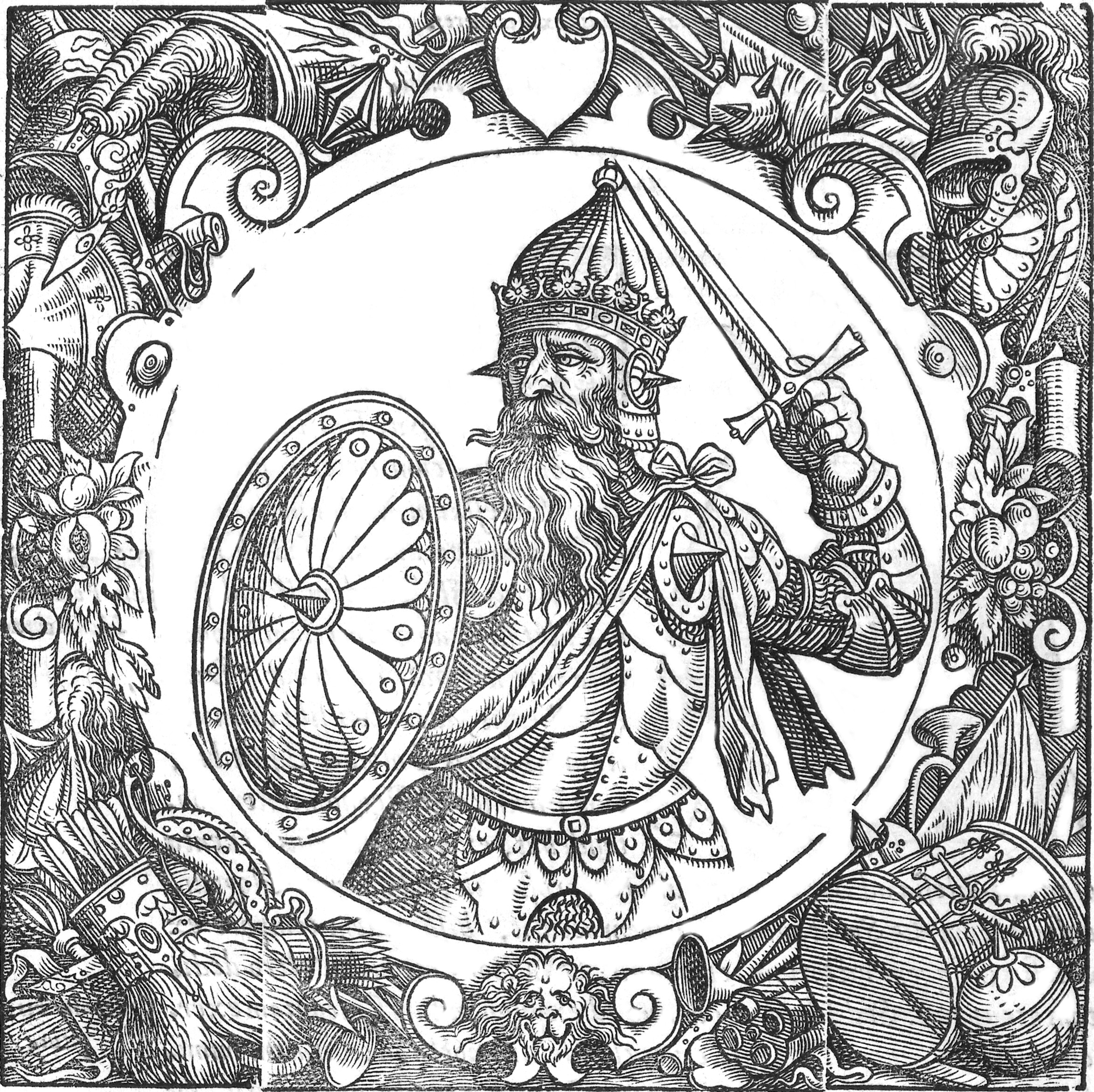
Gravure de 1578.

La Lituanie est alors un vaste territoire dans lequel une couche lituanienne païenne domine une population slave de culture russe byzantine. Mindaugas, chef suprême de Lituanie, après avoir vaincu les chevaliers teutoniques en Courlande, redoutant une nouvelle croisade, accepte le baptême en 1250. Au château de Varuta, près de Navahroudak, il reçoit les envoyés du grand maître de l’ordre et l’évêque de Kulm, qui lui apportent une couronne de grand-duc de Lituanie. En 1253, il se fait couronner roi de Lituanie par le pape Innocent IV. Il est le premier à porter ce titre,.
Il se joint à une révolte des Semigalles contre les chevaliers teutoniques, mais est assassiné en 1263 par son neveu Treniota avec la complicité de Daumantas, restés fidèles au paganisme. Des luttes confuses s’ensuivent pendant un demi-siècle en Lituanie. Deux camps s’opposent, l’un orienté vers les Teutoniques et l’Église allemande, l’autre vers les princes russes et l’orthodoxie byzantine.

## Postérité historique
Le nom prestigieux de Mindaugas sera repris par le prince germanique Guillaume II de Wurtemberg-Urach, éphémère roi Mindaugas II de Lituanie en 1918.
L'astéroïde (343157) Mindaugas porte son nom.